# Magdalena von Brandenburg (1412–1454)

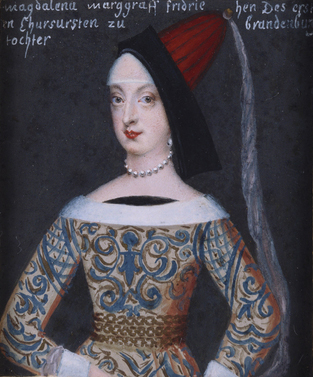
Magdalena von Brandenburg (1595)

Magdalena von Brandenburg (* ca. 1412; † 27. Oktober 1454 in Scharnebeck) war eine Prinzessin von Brandenburg und durch Heirat Herzogin von Braunschweig-Lüneburg.

## Leben
Magdalena war eine Tochter des späteren Kurfürsten Friedrich I. von Brandenburg (1371–1440) aus dessen Ehe mit Elisabeth (1383–1442), Tochter des Herzogs Friedrich von Bayern-Landshut. Elisabeths Brüder waren die nacheinander regierenden Friedrich II. und Albrecht Achilles, Kurfürsten von Brandenburg.
Sie heiratete am 3. Juli 1429 in Tangermünde Herzog Friedrich II. von Braunschweig-Lüneburg (1418–1478). Die Ehe war, wie die ihrer Schwester Cäcilie mit Herzog Wilhelm von Braunschweig-Wolfenbüttel, vom späteren Kaiser Sigismund veranlasst worden. Die Verlobung der Schwestern hatte am 3. März 1420 stattgefunden. Magdalena erhielt eine Mitgift von 10.000 rheinischen Gulden und als Wittum das Schloss Bodenteich, später Stadt und Schloss Lüchow. Für die Mitgift und den Brautschatz hatte sich Wichard von Rochow mit seinem Hab und Gut für den Kurfürsten von Brandenburg verbürgt. Durch ihre Ehe gilt Magdalena als Stammmutter des Hauses Braunschweig.

## Nachkommen
Aus ihrer Ehe hatte Magdalena drei Kinder:
- Bernhard II. (1432–1464), Herzog von Braunschweig-Lüneburg

⚭ 1463 Gräfin Mathilde von Holstein-Schauenburg († 1468)
- Otto II. der Siegreiche (1438/39–1471), Herzog von Braunschweig-Lüneburg

⚭ Prinzessin Anna von Nassau-Dillenburg (1441–1513)
- Margarete (1442–1512)

⚭ 1452 Herzog Heinrich zu Mecklenburg-Stargard († 1466)